# Škoda Felicia
A Škoda Felicia (Typ 791) egy kiskategóriás autó, melyet a cseh Škoda Auto gyártott 1994 és 2001 között. Ez volt az utolsó modell, mely a Škoda saját padlólemezére épült, a későbbi autók már kivétel nélkül Volkswagen alapokra épültek. Műszaki megoldásait és külföldi imázsát tekintve azonban már a Felicia is profitált abból, hogy a német gyár felvásárolta a Škodát. A Felicia a Favorit átdolgozott változata volt, modernebb megjelenéssel – különös tekintettel az elejére – és bővebb motorkínálattal.
A kocsit 1994 októberében, a prágai Károly hídon mutatták be, és a ferde hátú változat sorozatgyártása is ekkor kezdődött meg. Ezt követte 1995 júniusában a kombi, majd augusztusban a pick-up. A gyártás 2001 júniusában fejeződött be. Nem ez volt a Felicia típusnév első megjelenése a Škoda modellek történetében, az 1960-as években ugyanilyen néven már gyártottak egy kétajtós kabriót.

## Rövid áttekintés
A Volkswagennel való együttműködésnek köszönhetően a Feliciának már a kezdetektől fogva pozitívabb megítélése volt a nyugat-európai piacokon, mint a Škoda korábbi modelljeinek. Emellett a németektől kapott 1,9 literes dízelmotornak köszönhetően ez volt az első Škoda, mely dízel változatban is elérhető volt, továbbá az első, melybe modern biztonsági és kényelmi felszerelések kerültek. Néhány SLXi felszereltségű darabba klímaberendezés és velúr kárpit is került. Emellett ABS, vezetőoldali légzsák és övfeszítő is rendelhető volt hozzá.
1998-ban a Felicia a címlapokra került, miután a J.D. Power felmérésein olyan pozitív vásárlói visszajelzéseket kapott, hogy a Škodát választották az év legjobb autógyártójának.
A Felicia gyártása 2001 júniusában állt le, és teljesen átadta a helyét az 1999-ben bemutatott Fabiának. A pick-up és kombi változatok még egészen az év végéig megvásárolhatók maradtak a márkakereskedésekben. Összesen 1 416 939 darab Felicia készült el a három csehországi üzemben.

## Karosszériaváltozatok
A Feliciát számos karosszériaváltozatban gyártották, ideálissá téve magáncélú és üzleti felhasználásra is. Elsőként az ötajtós ferde hátú jelent meg a piacon, amit 1995 nyarán követett a Felicia Combi névre keresztelt, és a Favorit alapú Formant leváltani hivatott ötajtós kombi. Áruszállítói célokra a Škoda szintén bemutatta a Felicia Pickupot és a dobozos Felicia VanPlust. Előbbit egyes országokban Volkswagen márkanév alatt kínálták, Caddy pick-up néven, valamint egy Felicia Fun nevű változat is megjelent belőle, élénk színekben, látványos karosszériakiegészítőkkel, melyek többnyire Nyugat-Európában találtak gazdára. Az alapesetben kétszemélyes Fun utasterének hátfala kihúzható volt, ezzel még plusz két, fedetlen ülőhelyet biztosítva a plató elülső részén. Egyszerűen felhelyezhető mobil tetők és takaróelemek is rendelhetők voltak hozzá, így akár rossz időben is lehetett vele négyen utazni.
A ferde hátú változat csomagtere alapesetben 272 literes volt, ami 976 literig volt bővíthető a hátsó ülések lehajtásával. A kombi 447 literes pakolhatóságot biztosított, amit 1366 literig lehetett növelni. 1998-ban a Felicia és a Felicia Combi külseje kisebb modernizáláson esett át. A változtatások közül a legszembetűnőbb a megváltozott hűtőrács és a nagyobb lökhárítók voltak, de a kocsi szerkezete is némileg átdolgozásra került, hogy jobban védje az utasokat ütközés esetén.

## Hajtáslánc
Az autóhoz rendelhető motorok mindegyike soros négyhengeres, nyolcszelepes és vízhűtéses volt. A legtöbbjüket injektorral szerelték, de egyes piacokon egy 43 kW-os karburátoros motor is elérhető volt. A motor keresztirányban került beszerelésre és az első kerekeket hajtotta meg egy ötsebességes manuális sebességváltón keresztül, mely az egyetlen váltó volt, amit a kocsihoz kínáltak. A sebességváltómű és a differenciálmű közös házban kapott helyet.
A motorkínálat 1997-ig két 1,3 literes, OHV vezérlésű egységet tartalmazott, Bosch Mono Monotronic egypontos üzemanyag-befecskendezéssel, melyek közül az egyik 54 lóerős (40 kW), a másik 67 lóerős (50 kW) volt. Ezeket később Siemens hengerenkénti befecskendező-rendszerrel szerelték, teljesítményük változatlan maradt. A Volkswagen két motort adott a Škodának a Feliciához. Az egyik egy 1,6 literes, SOHC vezérlésű, Magneti Marelli hengerenkénti befecskendezővel ellátott benzinmotor volt, 74 lóerővel (55 kW), a másik pedig egy 1,9 literes, 63 lóerős (47 kW) dízelmotor. Az 1,6 literes erőforrás homologizációs alapként is szolgált a Škoda Felicia Kit Carhoz, mely a Rali-világbajnokság F2 osztályában szerepelt.
A Volkswagen 1997-ben, már a facelift utáni külsővel legyártotta a Skoda Felicia VR6-ot, 2.8 literes motorral melyet a Volkswagen Golf 3 VR6-ból kapott. 1 példány készült, sárga színben-sárga kiegészítőkkel, az autó az Egyesült-Királyságban (volt?) található.

### Motorok
| Motorkód      | Hengerűrtartalom, szelepek száma és elrendezése, üzemanyagellátó-rendszer    | Max. teljesítmény @fordulatszám | Max. nyomaték @fordulatszám | Évek          |
| Benzinmotorok | Benzinmotorok                                                                | Benzinmotorok                   | Benzinmotorok               | Benzinmotorok |
| ------------- | ---------------------------------------------------------------------------- | ------------------------------- | --------------------------- | ------------- |
| Š 781.135B    | 1289 cm³, 8 szelepes OHV Bosch Mono Motronic egypontos befecskendezés        | 54 LE (40 kW) @5000             | 94 Nm @3250                 | 1994–1997     |
| Š 781.136B    | 1289 cm³, 8 szelepes OHV Bosch Mono Motronic egypontos befecskendezés        | 67 LE (50 kW) @5000             | 100 Nm @3250                | 1994–1997     |
| Š 781.135M    | 1289 cm³, 8 szelepes OHV Siemens hengerenkénti befecskendezés (MPI)          | 54 LE (40 kW) @5500             | 99 Nm @2600–3750            | 1997–2001     |
| Š 781.136M    | 1289 cm³, 8 szelepes OHV Siemens hengerenkénti befecskendezés (MPI)          | 67 LE (50 kW) @5500             | 106 Nm @2600–3750           | 1997–2001     |
| AEE 1,6 MPI   | 1598 cm³, 8 szelepes SOHC Magneti Marelli hengerenkénti befecskendezés (MPI) | 74 LE (55 kW) @4500             | 137 Nm @3500                | 1995–2001     |
| Dízelmotor    |                                                                              |                                 |                             |               |
| AEF 1,9 D     | 1896 cm³, 8 szelepes SOHC Lucas AEF adagoló, indirekt befecskendezés         | 63 LE (47 kW) @4300             | 124 Nm @2500–3500           | 1995–2001     |

## Sikerei az Egyesült Királyságban
1998 áprilisában, három évvel az Egyesült Királyságban való bemutatása után a Felicia komoly sikert tudhatott magáénak, miután a Top Gear felmérése szerint Felicia tulajdonosok voltak a legelégedettebb vásárlók azok közül, akik 1995 augusztusa és 1996 júliusa között vettek új autót, aminek köszönhetően jelentősen javult a Škoda márka megítélése a britek körében. Nagy-Britanniában 2000 végéig árulták az autót, ez idő alatt több, mint 76 ezer darab talált gazdára, melyek közül csaknem 30 ezer még 2011-ben is forgalomban volt, 2015 végére azonban ez a szám valamivel több, mint nyolcezerre csökkent.

## Galéria

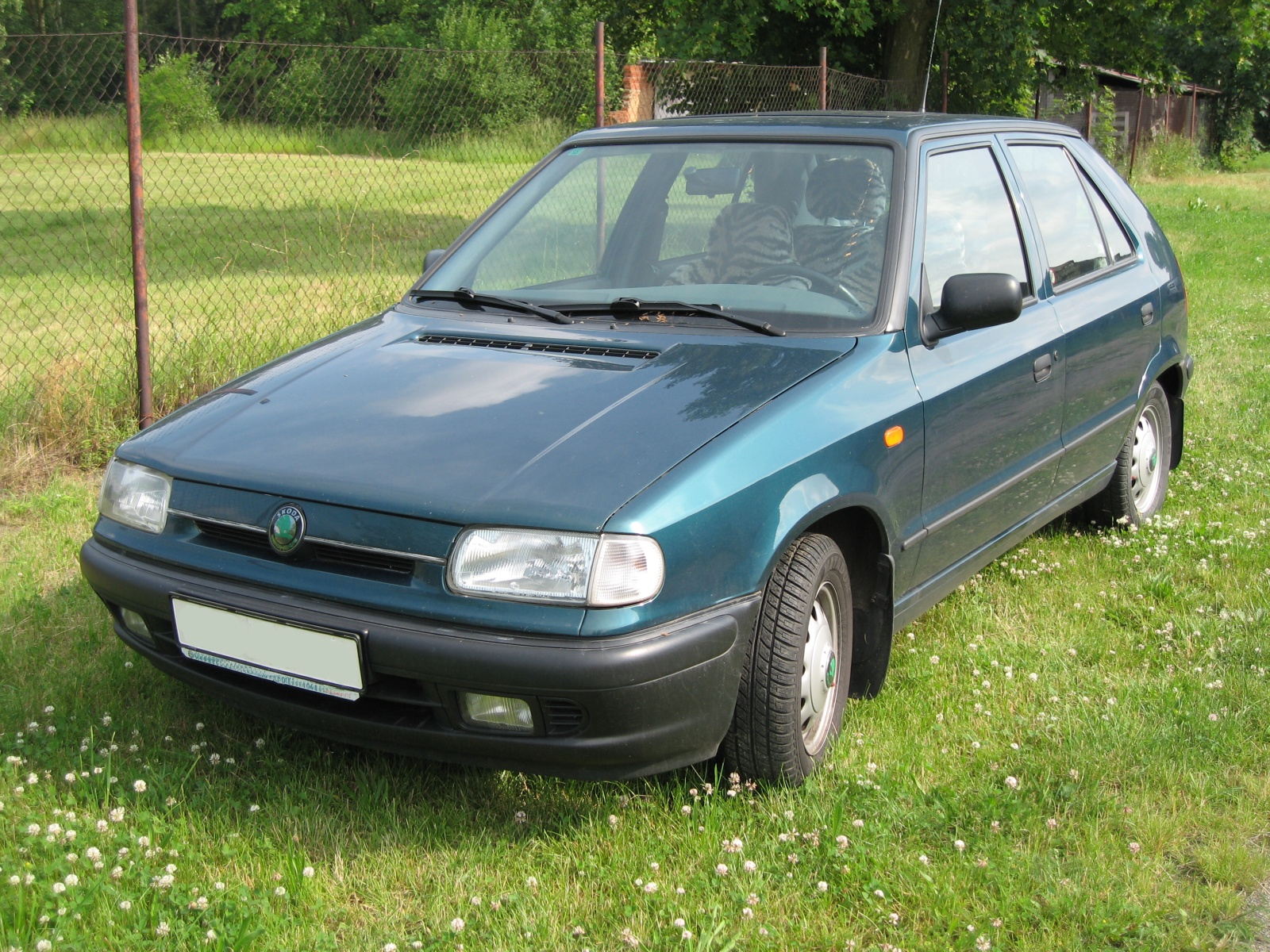
Egy 1996-os Felicia
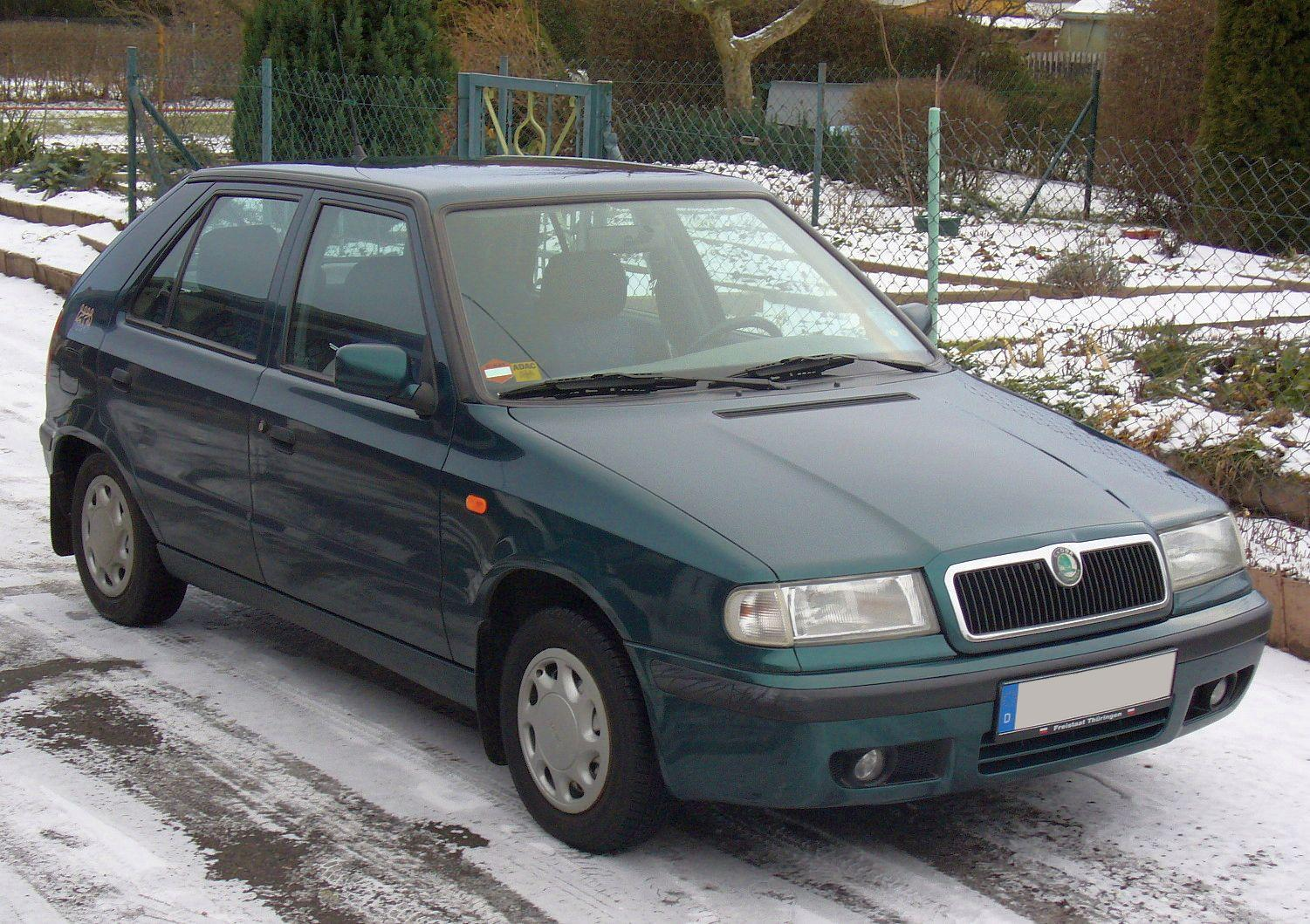
Egy az 1998-as facelift utáni Felicia
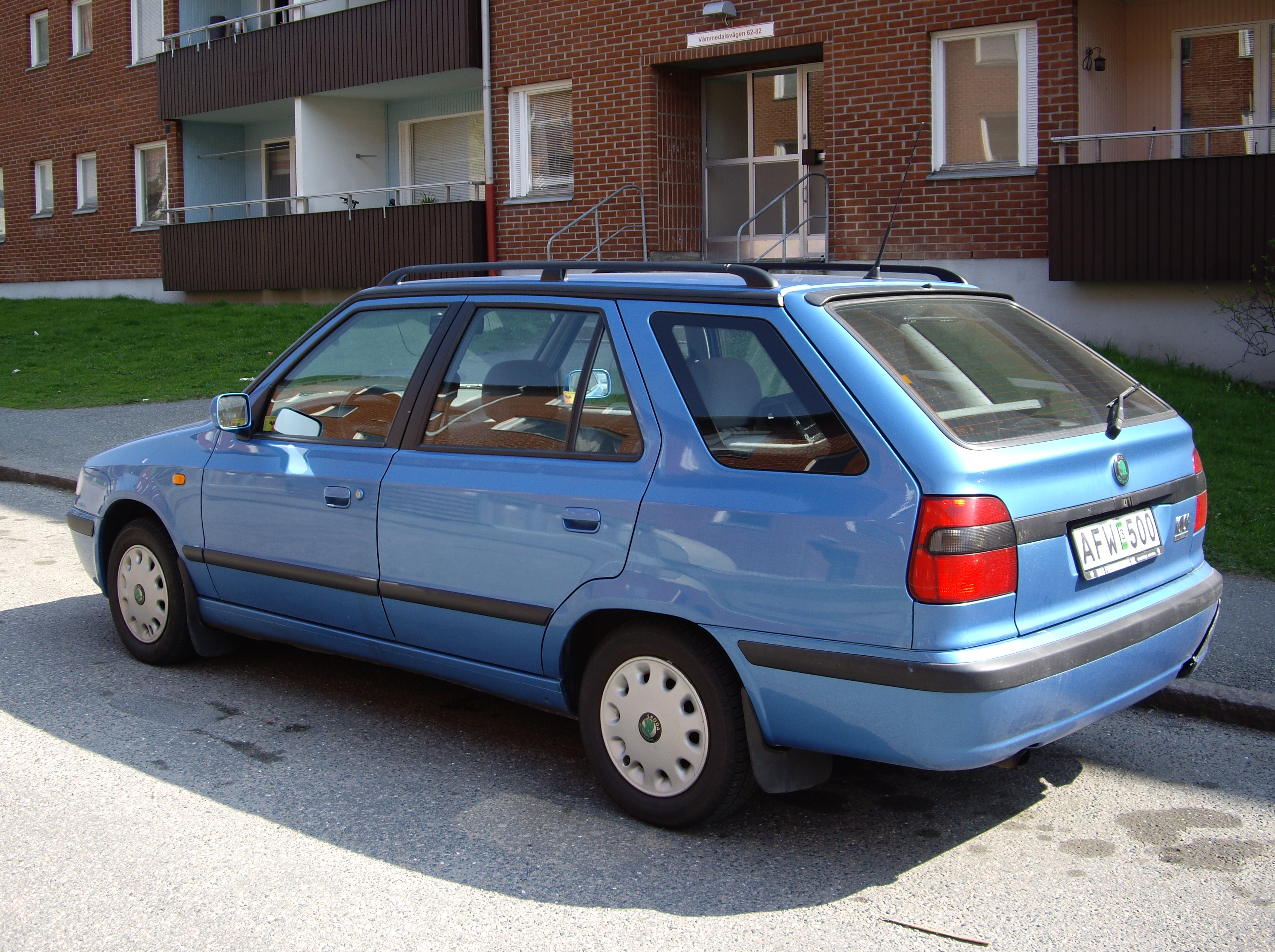
Škoda Felicia Combi
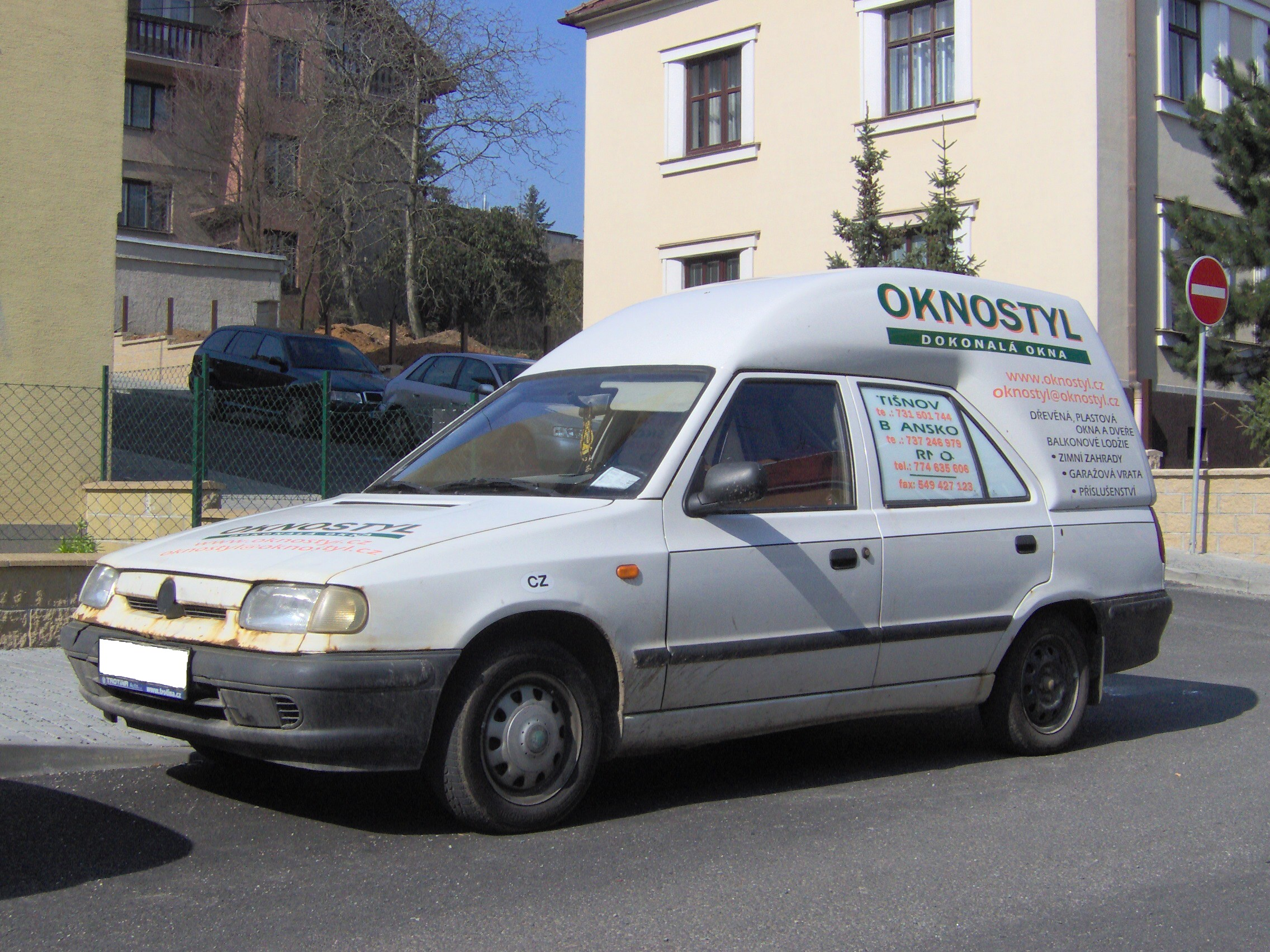
Škoda Felicia VanPlus
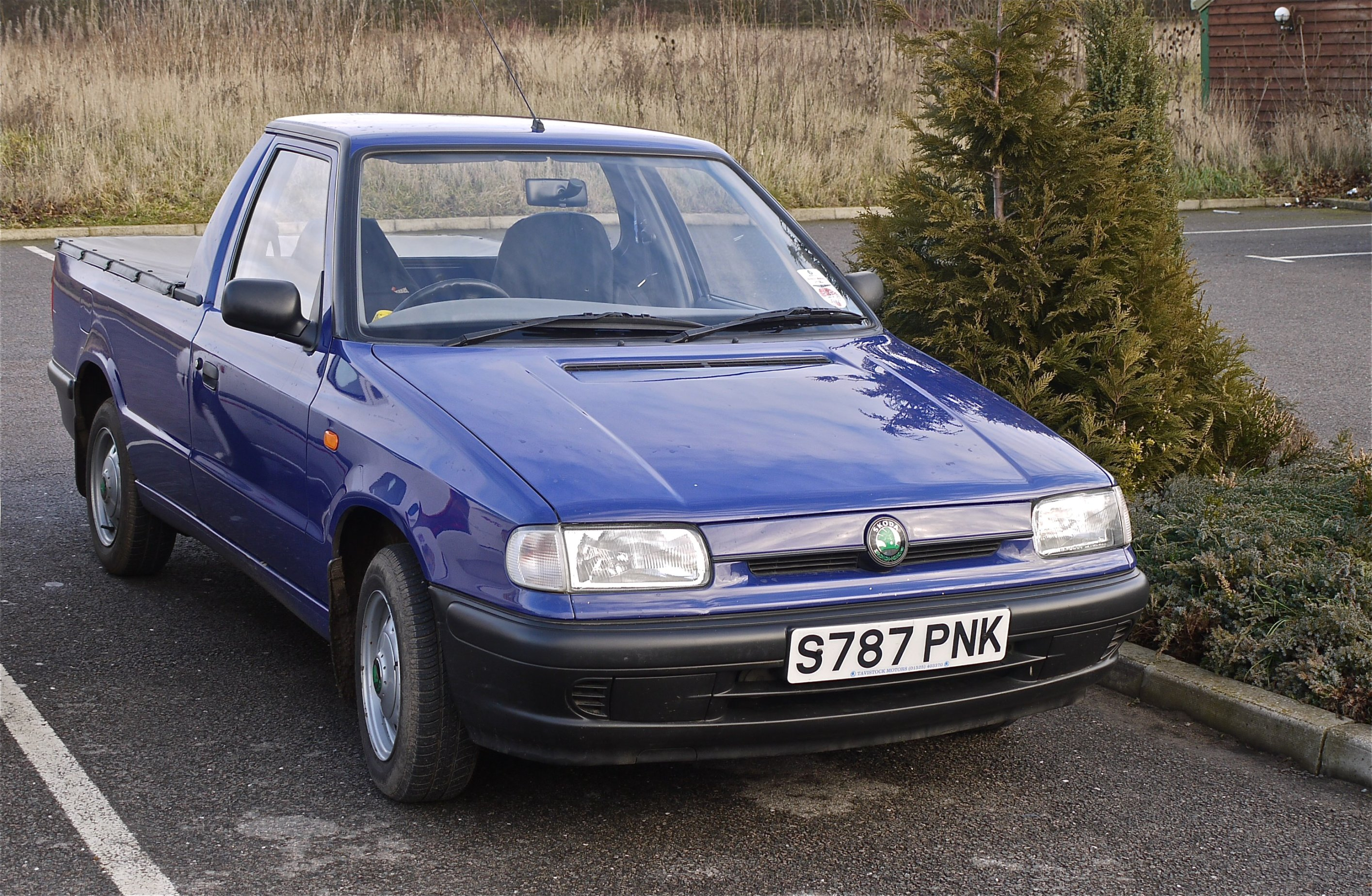
Škoda Pickup
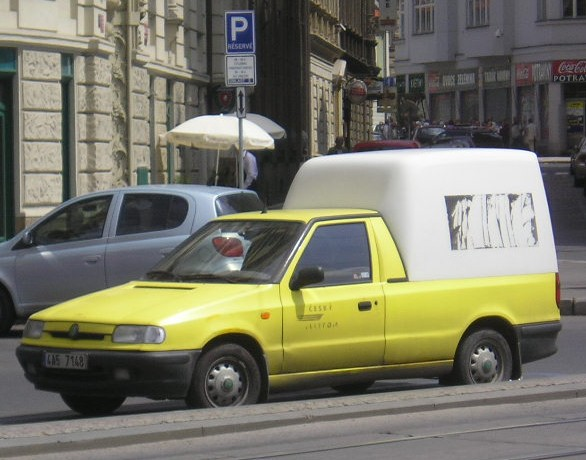
Pickup műanyagtetővel
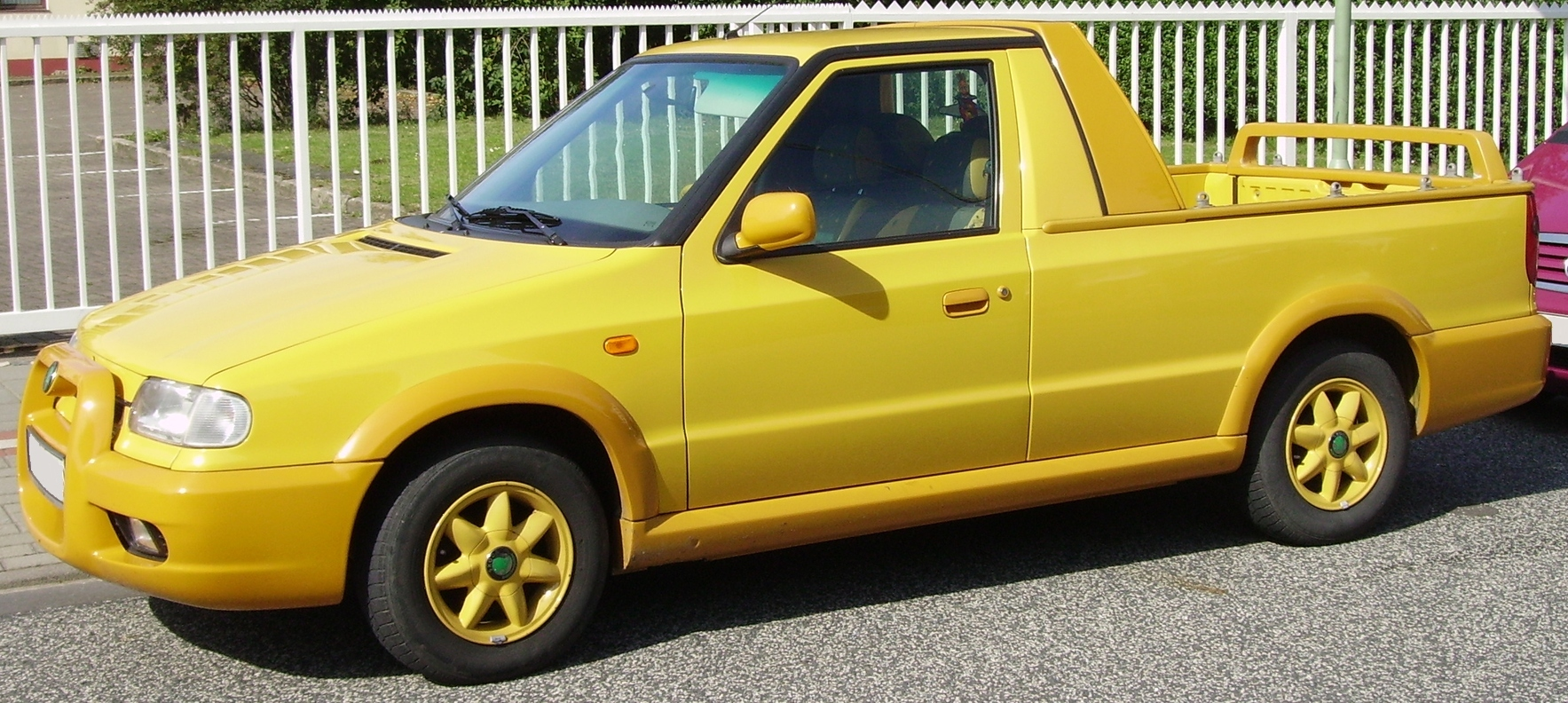
Škoda Felicia Fun

## Külső hivatkozások
- Cseh Felicia klub